# Donald Cerrone
Pour les articles homonymes, voir Cerrone.
Donald Anthony Cerrone, né le 29 mars 1983 à Denver dans le Colorado, est un pratiquant américain d'arts martiaux mixtes (MMA). Il combat actuellement à l'Ultimate Fighting Championship dans la division des poids mi-moyens.

## Parcours en arts martiaux mixtes

### Ultimate Fighting Championship
Donald Cerrone affronte Adriano Martins lors de l'UFC on Fox 10, le 25 janvier 2014 à Chicago.
Il remporte le combat grâce à un coup de pied à la tête en fin de 1er round
et remporte le bonus du KO de la soirée.
Son adversaire suivant est Edson Barboza lors de l'UFC on Fox 11, le 19 avril 2014.
Après quelques échanges debout, Cerrone envoie son adversaire au tapis d'un jab du gauche et profite de l'occasion pour prendre son dos et placer un étranglement arrière. Il remporte alors le combat dans le premier round
et empoche au passage un bonus de performance de la soirée.
Après avoir fait part de son envie de multiplier les combats en 2014, Cerrone est programmé début mai face à Jim Miller en tête d'affiche de l'UFC Fight Night 45, se déroulant le 16 juillet 2014 dans le New Jersey.
Il enchaine les coups de pied au corps pour affaiblir son opposant et réussit à remporter la victoire dans le second round en mettant KO Miller avec un coup de pied à la tête.
Il inflige donc à ce dernier la première défaite par KO de sa carrière et s'octroie un bonus de performance de la soirée pour la seconde fois consécutive.
Après avoir vaincu le canadien John Makdessi par TKO à l'UFC 187, Donald Cerrone est désigné pour être le prochain prétendant au titre des poids légers de l'UFC. Le 19 décembre 2015, lors de l'UFC on Fox 17, il est battu par TKO au premier round par le champion Rafael dos Anjos.
Après cette défaite, Cerrone prend la décision de monter d'une catégorie et donc de combattre chez les poids mi-moyens. Dans cette nouvelle catégorie pour lui, il enchaîne trois victoires successives.

## Palmarès en arts martiaux mixtes
| 53 combats     | 36 victoires | 15 défaites |
| Par KO         | 10           | 7           |
| Par soumission | 17           | 1           |
| Sur décision   | 9            | 7           |
| Sans décision  | 2            | 2           |

| Résultat      | Record  | Adversaire          | Méthode                                        | Événement                                         | Date              | Round | Temps | Lieu                                    | Notes |
| ------------- | ------- | ------------------- | ---------------------------------------------- | ------------------------------------------------- | ----------------- | ----- | ----- | --------------------------------------- | --- |
| Sans décision | 36-15-2 | Niko Price          | Sans décision                                  | UFC Fight Night: Covington vs. Woodley            | 19 septembre 2020 | 3     | 5:00  | Las Vegas, Nevada                       | Résultat du combat égalité changé en no contest après que Price soit testé positif au cannabis.                                  |
| Défaite       | 36-15-1 | Anthony Pettis      | Décision unanime                               | UFC 249                                           | 9 mai 2020        | 3     | 5:00  | Jacksonville, Floride, États-Unis       | |
| Défaite       | 36-14-1 | Conor McGregor      | TKO (coups de poing)                           | UFC 246                                           | 18 janvier 2020   | 1     | 0:40  | Las Vegas, Nevada, États-Unis           | |
| Défaite       | 36-13-1 | Justin Gaethje      | TKO (coups de poing)                           | UFC Fight Night: Cowboy vs. Gaethje               | 14 septembre 2019 | 1     | 5:00  | Vancouver, Colombie-britannique, Canada | |
| Défaite       | 36-12-1 | Tony Ferguson       | TKO (arrêt du médecin)                         | UFC 238: Cejudo vs. Moraes                        | 8 juin 2019       | 2     | 5:00  | Chicago, Illinois, États-Unis           | Combat de la soirée. |
| Victoire      | 36-11-1 | Al Iaquinta         | Décision unanime (49-45, 49-45, 49-46)         | UFC Fight Night 151 : Cowboy vs. Iaquinta         | 4 mai 2019        | 5     | 5:00  | Ottawa, Ontario, Canada                 | Combat de la soirée. |
| Victoire      | 35-11-1 | Alexander Hernandez | TKO (Coup de pied à la tête et coups de poing) | UFC Fight Night 143 : Cejudo vs. Dillashaw        | 19 janvier 2019   | 2     | 3:43  | Brooklyn, New York, États-Unis          | Retour en poids légers. Performance de la soirée. Combat de la soirée.                                                           |
| Victoire      | 34-11-1 | Mike Perry          | Soumission (Clé de bras)                       | UFC Fight Night 139 : Korean Zombie vs. Rodríguez | 10 novembre 2018  | 1     | 4:46  | Denver, Colorado, États-Unis            | Performance de la soirée |
| Défaite       | 33-11-1 | Leon Edwards        | Décision unanime (48-47, 48-47, 48-47)         | UFC Fight Night 132 : Cowboy vs. Edwards          | 23 juin 2018      | 5     | 5:00  | Kallang, Singapour                      | |
| Victoire      | 33-10-1 | Yancy Medeiros      | TKO (Coups de poing)                           | UFC Fight Night 126 : Cowboy vs. Medeiros         | 18 février 2018   | 1     | 4:58  | Austin, Texas, États-Unis               | |
| Défaite       | 32-10-1 | Darren Till         | TKO (coup de poing)                            | UFC Fight Night 118: Cerrone vs. Till             | 21 octobre 2017   | 1     | 4:20  | Gdańsk, Pologne                         | |
| Défaite       | 32-9-1  | Robbie Lawler       | Décision unanime                               | UFC 214: Jones Cormier II                         | 29 juillet 2017   | 3     | 5:00  | Anaheim, Californie, États-Unis         | |
| Défaite       | 32-8-1  | Jorge Masvidal      | TKO (coups de poing)                           | UFC on Fox: Shevchenko vs. Peña                   | 28 janvier 2017   | 2     | 1:00  | Denver, Colorado, États-Unis            | |
| Victoire      | 32-7-1  | Matt Brown          | KO (coup de pied à la tête)                    | UFC 206: Holloway vs. Pettis                      | 10 décembre 2016  | 3     | 0:34  | Toronto, Ontario, Canada                | |
| Victoire      | 31-7-1  | Rick Story          | TKO (coups de poing)                           | UFC 202: Diaz vs. McGregor II                     | 20 août 2016      | 2     | 2:02  | Las Vegas, Nevada, États-Unis           | Performance de la soirée. |
| Victoire      | 30-7-1  | Patrick Côté        | TKO (Coups de poing)                           | UFC Fight Night: MacDonald vs. Thompson           | 18 juin 2016      | 3     | 2:35  | Ottawa, Ontario, Canada                 | Performance de la soirée. |
| Victoire      | 29-7-1  | Alex Oliveira       | Soumission (Étranglement en triangle)          | UFC Fight Night: Cowboy vs. Cowboy                | 21 février 2016   | 1     | 2:33  | Pittsburgh, Pennsylvanie, États-Unis    | Début en poids mi-moyen. Performance de la soirée.                                                                               |
| Défaite       | 28-7-1  | Rafael dos Anjos    | TKO (Coups de poing)                           | UFC on Fox: dos Anjos vs. Cerrone II              | 19 décembre 2015  | 1     | 1:06  | Orlando, Floride, États-Unis            | Pour le titre des poids légers de l'UFC.                                                                                         |
| Victoire      | 28-6-1  | John Makdessi       | TKO (Coup de pied à la tête)                   | UFC 187: Johnson vs. Cormier                      | 23 mai 2015       | 2     | 4:44  | Las Vegas, Nevada, États-Unis           | |
| Victoire      | 27-6-1  | Benson Henderson    | Décision unanime                               | UFC Fight Night: McGregor vs. Siver               | 18 janvier 2015   | 3     | 5:00  | Boston, Massachusetts, États-Unis       | |
| Victoire      | 26-6-1  | Myles Jury          | Décision unanime                               | UFC 182: Jones vs. Cormier                        | 3 janvier 2015    | 3     | 5:00  | Las Vegas, Nevada, États-Unis           | |
| Victoire      | 25-6-1  | Eddie Alvarez       | Décision unanime                               | UFC 178: Johnson vs. Cariaso                      | 27 septembre 2014 | 3     | 5:00  | Las Vegas, Nevada, États-Unis           | |
| Victoire      | 24-6-1  | Jim Miller          | KO (Coup de pied à la tête et coups de poing)  | UFC on Fox: Cerrone vs. Miller                    | 16 juillet 2014   | 2     | 3:31  | Atlantic City, New Jersey, États-Unis   | Performance de la soirée. |
| Victoire      | 23-6-1  | Edson Barboza       | Soumission (Étranglement arrière)              | UFC on Fox: Werdum vs. Browne                     | 19 avril 2014     | 1     | 3:15  | Orlando, Floride, États-Unis            | Performance de la soirée. |
| Victoire      | 22-6-1  | Adriano Martins     | KO (Coup de pied à la tête)                    | UFC on Fox: Henderson vs. Thomson                 | 25 janvier 2014   | 1     | 4:40  | Chicago, Illinois, États-Unis           | KO de la soirée. |
| Victoire      | 21-6-1  | Evan Dunham         | Soumission (Étranglement en triangle)          | UFC 167: St-Pierre vs. Hendricks                  | 16 novembre 2013  | 2     | 3:49  | Las Vegas, Nevada, États-Unis           | Soumission de la soirée. |
| Défaite       | 20-6-1  | Rafael dos Anjos    | Décision unanime                               | UFC Fight Night: Condit vs. Kampmann II           | 28 août 2013      | 3     | 5:00  | Indianapolis, Indiana, États-Unis       | |
| Victoire      | 20-5-1  | K.J. Noons          | Décision unanime                               | UFC 160: Velasquez vs. Bigfoot II                 | 25 mai 2013       | 3     | 5:00  | Las Vegas, Nevada, États-Unis           | |
| Défaite       | 19-5-1  | Anthony Pettis      | TKO (Coup de pied au corps)                    | UFC on Fox: Johnson vs. Dodson                    | 26 janvier 2013   | 1     | 2:35  | Chicago, Illinois, États-Unis           | |
| Victoire      | 19-4-1  | Melvin Guillard     | KO (Coup de pied à la tête et coup de poing)   | UFC 150: Henderson vs. Edgar II                   | 11 août 2012      | 1     | 1:16  | Denver, Colorado, États-Unis            | Combat en pods intermédiaire à 157.5 lb (72 kg), Guillard ne fait pas le poids à la pesée. KO de la soirée. Combat de la soirée. |
| Victoire      | 18-4-1  | Jeremy Stephens     | Décision unanime                               | UFC on Fuel TV: Korean Zombie vs. Poirier         | 15 mai 2012       | 3     | 5:00  | Fairfax, Virginie, États-Unis           | |
| Défaite       | 17-4-1  | Nate Diaz           | Décision unanime                               | UFC 141: Lesnar vs Overeem                        | 30 décembre 2011  | 3     | 5:00  | Las Vegas, Nevada, États-Unis           | Combat de la soirée. |
| Victoire      | 17-3-1  | Dennis Siver        | Soumission (Étranglement arrière)              | UFC 137: Penn vs. Diaz                            | 29 octobre 2011   | 1     | 2:22  | Las Vegas, Nevada, États-Unis           | Soumission de la soirée. |
| Victoire      | 16-3-1  | Charles Oliveira    | TKO (Coups de poing)                           | UFC Live: Hardy vs. Lytle                         | 14 août 2011      | 1     | 3:01  | Milwaukee, Wisconsin, États-Unis        | KO de la soirée. |
| Victoire      | 15-3-1  | Vagner Rocha        | Décision unanime                               | UFC 131: Dos Santos vs. Carwin                    | 11 juin 2011      | 3     | 5:00  | Vancouver, Colombie-Britannique, Canada | |
| Victoire      | 14-3-1  | Paul Kelly          | Soumission (Étranglement arrière)              | UFC 126: Silva vs. Belfort                        | 5 février 2011    | 2     | 3:48  | Las Vegas, Nevada, États-Unis           | Combat de la soirée. |
| Victoire      | 13-3-1  | Chris Horodecki     | Soumission (Étranglement en triangle)          | WEC 53: Henderson vs. Pettis                      | 6 décembre 2010   | 2     | 2:43  | Glendale, Arizona, États-Unis           | |
| Victoire      | 12-3-1  | Jamie Varner        | Décision unanime                               | WEC 51: Aldo vs. Gamburyan                        | 30 septembre 2010 | 3     | 5:00  | Broomfield, Colorado, États-Unis        | Combat de la soirée. |
| Défaite       | 11-3-1  | Ben Henderson       | Soumission (Étranglement en guillotine)        | WEC 48: Aldo vs. Faber                            | 24 avril 2010     | 1     | 1:57  | Sacramento, Californie, États-Unis      | Pour le titre des poids légers du WEC.                                                                                           |
| Victoire      | 11-2-1  | Ed Ratcliff         | Soumission (étranglement arrière)              | WEC 45: Cerrone vs. Ratcliff                      | 19 décembre 2009  | 3     | 3:47  | Las Vegas, Nevada, États-Unis           | Combat de la soirée. |
| Défaite       | 10-2-1  | Benson Henderson    | Décision unanime                               | WEC 43: Cerrone vs. Henderson                     | 10 octobre 2009   | 5     | 5:00  | San Antonio, Texas, États-Unis          | Pour le titre intérimaire des poids légers du WEC. Combat de la soirée.                                                          |
| Victoire      | 10-1-1  | James Krause        | Soumission (Étranglement arrière)              | WEC 41: Brown vs. Faber II                        | 7 juin 2009       | 1     | 4:38  | Sacramento, Californie, États-Unis      | |
| Défaite       | 9-1-1   | Jamie Varner        | Décision technique partagée                    | WEC 38: Varner vs. Cerrone                        | 25 janvier 2009   | 5     | 3:10  | San Diego, Californie, États-Unis       | Pour le titre des poids légers du WEC. Combat de la soirée. Varner met un coup de genou non autorisé dans le 5e round.           |
| Victoire      | 9-0-1   | Rob McCullough      | Décision unanime                               | WEC 36: Faber vs. Brown                           | 5 novembre 2008   | 3     | 5:00  | Hollywood, Floride, États-Unis          | Combat de la soirée. |
| Victoire      | 8-0-1   | Danny Castillo      | Soumission (Clé de bras)                       | WEC 34: Faber vs. Pulver                          | 1er juin 2008     | 1     | 1:30  | Sacramento, Californie, États-Unis      | |
| Sans décision | 7-0-1   | Kenneth Alexander   | Sans décision                                  | WEC 30: McCullough vs. Crunkilton                 | 5 septembre 2007  | 1     | 0:56  | Las Vegas, Nevada, États-Unis           | Victoire par étranglement en triangle modifiée en sans décision à la suite d'un test positif à des substances interdites.        |
| Victoire      | 7-0     | Yasunori Kanehara   | Soumission (Étranglement en triangle)          | GCM: Cage Force 3                                 | 9 juin 2007       | 2     | 2:46  | Tokyo, Japon                            | |
| Victoire      | 6-0     | Anthony Njokuani    | Soumission (Étranglement en triangle)          | ROF 29: Aftershock                                | 28 avril 2007     | 1     | 4:30  | Broomfield, Colorado, États-Unis        | |
| Victoire      | 5-0     | Ryan Roberts        | Soumission (Clé de bras)                       | ROF 28: Evolution                                 | 16 février 2007   | 1     | 1:49  | Broomfield, Colorado, États-Unis        | |
| Victoire      | 4-0     | Jesse Brock         | Soumission (Étranglement en triangle)          | ROF 26: Relentless                                | 9 septembre 2006  | 1     | 1:35  | Castle Rock, Colorado, États-Unis       | |
| Victoire      | 3-0     | Craig Tennant       | Soumission (Clé de bras)                       | ROF 24: Integrity                                 | 17 juin 2006      | 1     | 1:26  | Castle Rock, Colorado, États-Unis       | |
| Victoire      | 2-0     | Cruz Chacon         | Soumission (Étranglement en triangle)          | ACF: Genesis                                      | 24 février 2006   | 2     | 2:25  | Denver, Colorado, États-Unis            | |
| Victoire      | 1-0     | Nate Mohr           | Soumission (Étranglement en triangle)          | ROF 21: Full Blast                                | 11 février 2006   | 1     | 1:42  | Castle Rock, Colorado, États-Unis       | |

## Filmographie
- 2022 : Terror on the Prairie (en) de Michael Polish : Jeb McAllister
- 2023 : Sous le feu ennemi : James

- 2024 : Underground fights : Carter